# Плотка
Плотка (Плітка) - струмок в Україні, найбільша притока Кам'янки (притка Бахмутки, басейн Дону). Тече в межах Сіверської громади Бахмутського району Донецької області.

## Опис
Довжина — 7 км. Площа басейну—  20,8 км². Свій початок бере на північно-західному схилі височини Могила Гостра, впадає в річку Кам'янку в м. Сіверськ. Права притока Кам'янки.
Живлення переважно снігове та дощове.
Русло надмірно зарегульоване, має 8 загат. На струмку споруджено каскад ставків: Верхня Плотка (ставки "Верхній", "Окунячий" , "Директорський" та ін.) та Нижня Плотка (ставки "Грушевий" та "Малий Грушевий").
Використовується для потреб риборозведення. 